# Acropora
Acropora är ett släkte av koralldjur. Acropora ingår i familjen Acroporidae.

## Bildgalleri

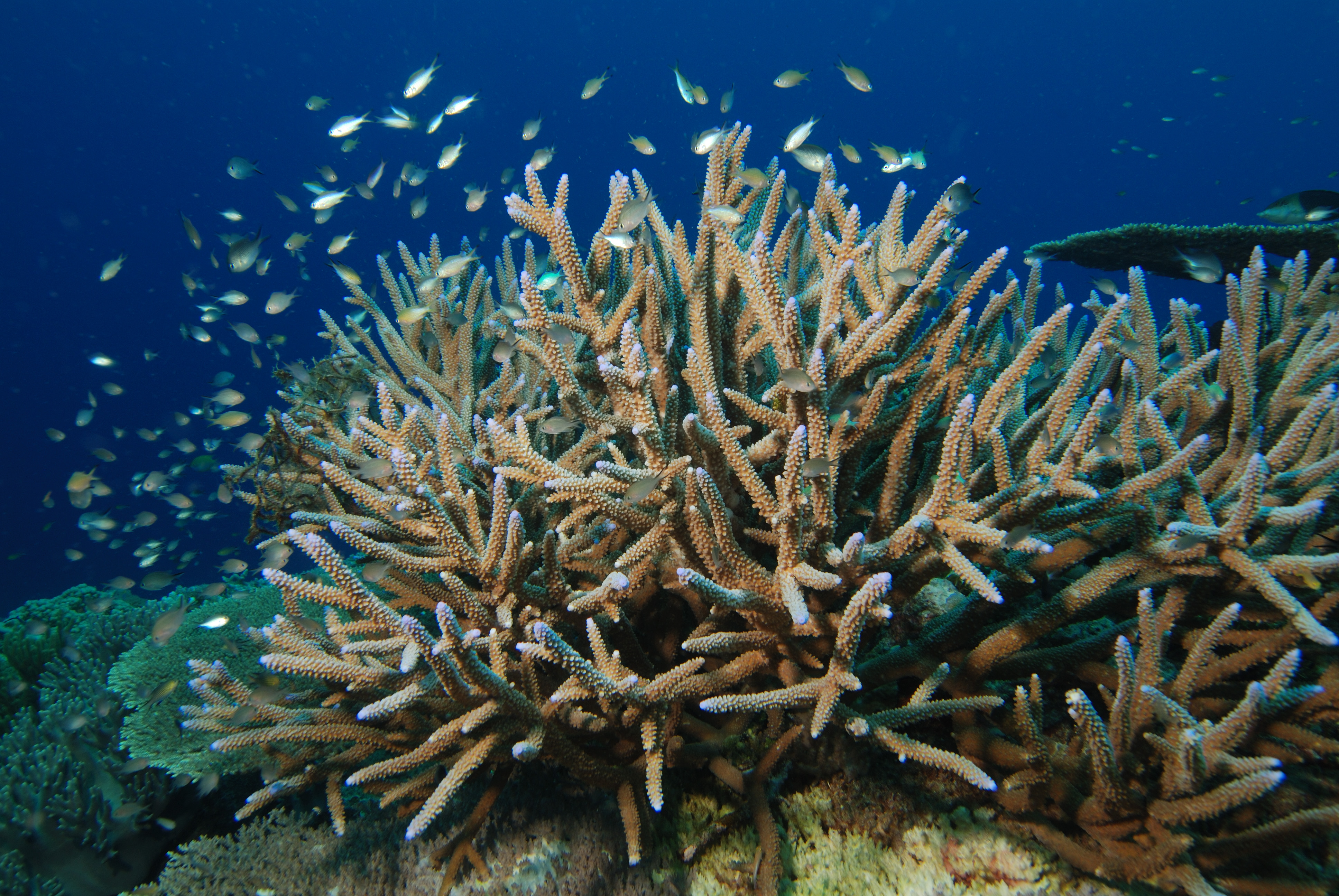
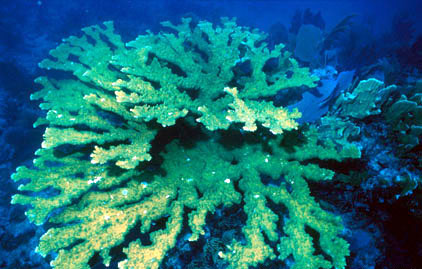
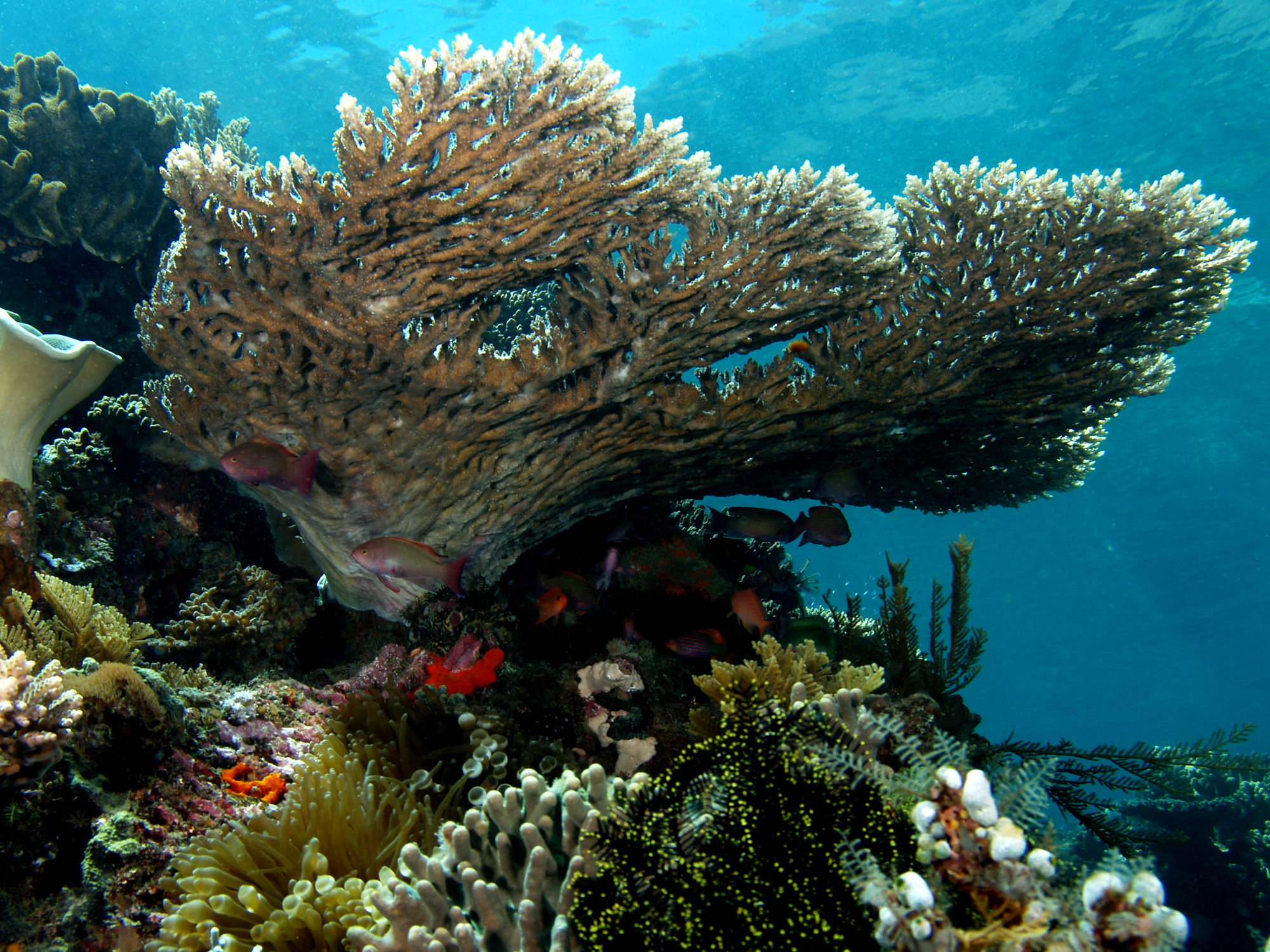
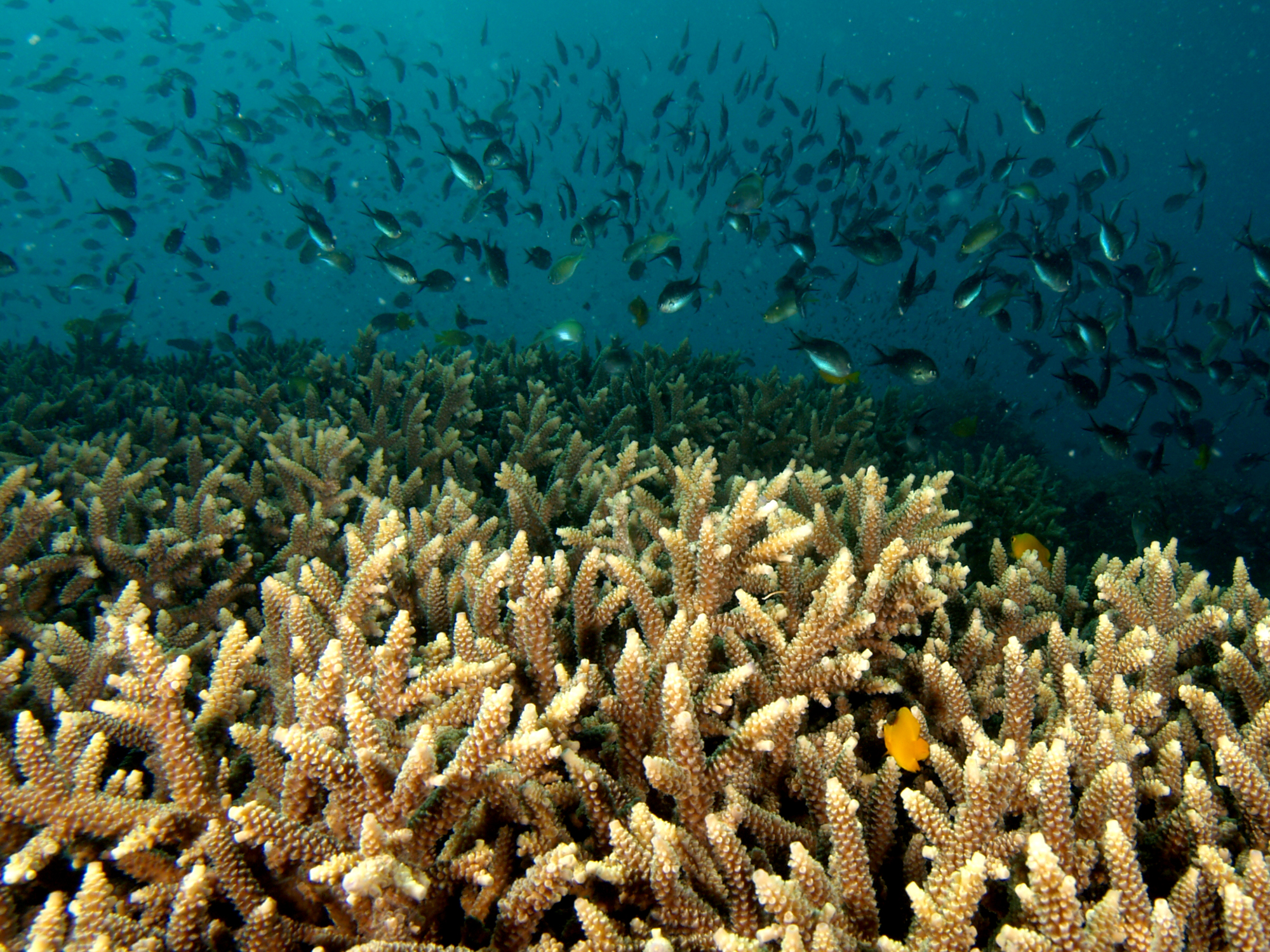

## Dottertaxa tillAcropora, i alfabetisk ordning[1]
- Acropora abrolhosensis
- Acropora aculeus
- Acropora acuminata
- Acropora akajimensis
- Acropora anthocercis
- Acropora arabensis
- Acropora aspera
- Acropora austera
- Acropora awi
- Acropora azurea
- Acropora batunai
- Acropora branchi
- Acropora brueggemanni
- Acropora bushyensis
- Acropora cardenae
- Acropora carduus
- Acropora caroliniana
- Acropora cerealis
- Acropora cervicornis
- Acropora chesterfieldensis
- Acropora clathrata
- Acropora copiosa
- Acropora crateriformis
- Acropora cuneata
- Acropora cylindrica
- Acropora cytherea
- Acropora danai
- Acropora dendrum
- Acropora derawanensis
- Acropora desalwii
- Acropora digitifera
- Acropora divaricata
- Acropora donei
- Acropora downingi
- Acropora echinata
- Acropora elegans
- Acropora elizabethensis
- Acropora elseyi
- Acropora eurystoma
- Acropora exquisita
- Acropora fenneri
- Acropora filiformis
- Acropora florida
- Acropora formosa
- Acropora gemmifera
- Acropora glauca
- Acropora gomezi
- Acropora grandis
- Acropora granulosa
- Acropora halmaherae
- Acropora hemprichii
- Acropora hoeksemai
- Acropora horrida
- Acropora humilis
- Acropora hyacinthus
- Acropora indiana
- Acropora indonesia
- Acropora insignis
- Acropora intermedia
- Acropora jacquelinae
- Acropora japonica
- Acropora kimbeensis
- Acropora kirstyae
- Acropora kosurini
- Acropora lamarcki
- Acropora latistella
- Acropora listeri
- Acropora loisetteae
- Acropora lokani
- Acropora longicyathus
- Acropora loripes
- Acropora lovelli
- Acropora lütkeni
- Acropora magnifica
- Acropora maryae
- Acropora microclados
- Acropora microphthalma
- Acropora millepora
- Acropora minuta
- Acropora mirabilis
- Acropora monticulosa
- Acropora mossambica
- Acropora multiacuta
- Acropora nana
- Acropora nasuta
- Acropora natalensis
- Acropora navini
- Acropora nobilis
- Acropora ocellata
- Acropora palifera
- Acropora palmata
- Acropora palmerae
- Acropora paniculata
- Acropora parahemprichii
- Acropora parapharaonis
- Acropora parilis
- Acropora pectinatus
- Acropora pharaonis
- Acropora pichoni
- Acropora plumosa
- Acropora pocilloporina
- Acropora polystoma
- Acropora prolifera
- Acropora proximalis
- Acropora pruinosa
- Acropora pulchra
- Acropora rambleri
- Acropora ridzwani
- Acropora robusta
- Acropora rongelapensis
- Acropora rosaria
- Acropora roseni
- Acropora rudis
- Acropora rufus
- Acropora russelli
- Acropora samoënsis
- Acropora sarmentosa
- Acropora schmitti
- Acropora secale
- Acropora sekiseiensis
- Acropora selago
- Acropora simplex
- Acropora solitaryensis
- Acropora sordiensis
- Acropora spicifera
- Acropora squarrosa
- Acropora stoddarti
- Acropora striata
- Acropora subglabra
- Acropora suharsonoi
- Acropora sukarnoi
- Acropora tanegashimensis
- Acropora tenella
- Acropora tenuis
- Acropora teres
- Acropora togianensis
- Acropora torihalimeda
- Acropora torresiana
- Acropora tortuosa
- Acropora tumida
- Acropora turaki
- Acropora valenciennesi
- Acropora walindii
- Acropora wallacea
- Acropora vaughani
- Acropora verweyi
- Acropora willisae
- Acropora yongei